# Лои, Дуилио
Дуилио Лои (итал. Duilio Loi; 19 апреля 1929, Триест — 20 января 2008, Тревизо, Венеция) — итальянский боксёр, представитель полусредней, первой полусредней и лёгкой весовых категорий. Выступал на профессиональном уровне в 1948—1962 годах, владел титулами чемпиона Европейского боксёрского союза (EBU) и чемпиона мира по версии Всемирной боксёрской ассоциации (WBA). Член Международного зала боксёрской славы (2005).

## Биография
Дуилио Лои родился 19 апреля 1929 года в городе Триесте, его отец родом с острова Сардиния, а мать — из автономной области Фриули — Венеция-Джулия.
Дебютировал на профессиональном уровне в ноябре 1948 года, долгое время шёл без поражений и в 1950 году завоевал титул чемпиона Италии в лёгкой весовой категории.
В 1952 году боксировал в Дании за титул чемпиона Европейского боксёрского союза (EBU), но проиграл по очкам местному датскому боксёру Йоргену Йохансену (25-3-2). Спустя два года между ними состоялся реванш — на сей раз победу одержал Лои, забрав чемпионский пояс себе.
В последующие годы выиграл множество поединков, неоднократно защищал титул чемпиона EBU, в том числе взял верх над такими известными боксёрами как Бруно Визинтин (18-0), Жак Эрбильон (49-4-3), Джанкарло Гарбелли (33-1-4), Серафин Феррер (19-1), Хосе Эрнандес (31-3-3) и др.
В 1960 году поднялся в полусредний вес и здесь так же заполучил титул чемпиона EBU, выиграв по очкам у француза Мориса Озеля (38-14-3).
Запомнился противостоянием с титулованным пуэрто-риканским боксёром Карлосом Ортисом (31-1). Первый бой между ними состоялся в США в Дейли-Сити и был показан по американскому национальном телевидению — по завершении пятнадцати раундов Лои тогда уступил достаточно спорным раздельным решением судей. Незамедлительный реванш прошёл уже в Италии на стадионе Сан-Сиро в Милане при скоплении 65 тыс. зрителей, и здесь большинство судей отдали победу итальянскому боксёру. Из третьего боя Дуилио Лои вновь вышел победителем, на сей раз единогласным решением.
В 1962 году дважды встречался с американцем Эдди Перкинсом (27-8-1), обладателем титула чемпиона мира в первом полусреднем весе по версии Всемирной боксёрской ассоциации (WBA). Первый раз проиграл по очкам, второй раз выиграл судейским решением и стал новым чемпионом мира, после чего принял решение завершить спортивную карьеру.
В общей сложности Лои провёл на профи-ринге 126 боёв, из них 115 выиграл (в том числе 26 досрочно), 3 проиграл, тогда как в восьми случаях была зафиксирована ничья.
За выдающиеся достижения в 2005 году был введён в Международный зал боксёрской славы, в то время Лои страдал от болезни Альцгеймера, и награду приняла его дочь Бонария.
Умер 20 января 2008 году в Тревизо в возрасте 78 лет. Похоронен на Монументальное кладбище в Милане.